# Flader
Flader (871 m) – szczyt w Paśmie Radziejowej w Beskidzie Sądeckim. Znajduje się w bocznym grzbiecie tego pasma, odchodzącym od Małego Rogacza (1182 m) w południowym kierunku. Wyróżnia się w nim kolejno: grzbiet Pokrywisko (975 m), Ruski Wierch (933 m), Jasielnik (886 m) i Flader. Zachodnie i południowe stoki Fladra opadają do Białej Wody, która przy Kociubylskiej Skale zatacza łuk. Stoki wschodnie opadają do niewielkiego potoku Pod Jasielnik, uchodzącego do Białej Wody.
Flader jest całkowicie porośnięty lasem. Obecnie znajduje się w obrębie miejscowości Jaworki w województwie małopolskim, w powiecie nowotarskim, w gminie miejsko-wiejskiej Szczawnica. Przed II wojną światową były to tereny zamieszkałej przez Łemków wsi Biała Woda. W 1947 r. jej mieszkańcy zostali wysiedleni w ramach Akcji Wisła.
Przez Flader prowadzi szlak turystyki pieszej i konnej.

## Szlak turystyczny
– czerwony z Jaworek przez dolinę Białej Wody, obok Bazaltowej Skałki, przez Ruski Wierch na Przełęcz Gromadzką